# Region Koulikoro
Koulikoro ist eine Verwaltungsregion Malis mit 2.418.305 Einwohnern (Zensus 2009). Ihre Hauptstadt ist der gleichnamige Ort Koulikoro.
Ethnien in der Region sind die Bambara, Malinke und Somono.

## Geografie
Die Region Koulikoro liegt im Südwesten Malis und grenzt im Süden an Guinea, im Norden an Mauretanien. Sie umschließt den Hauptstadtdistrikt Bamako. Die Flüsse Niger, Baoulé, Sankarani, Bagoé, Bani und Bafing durchziehen die Region. Der äußerste Süden Koulikoros ist relativ feucht, weiter nördlich herrscht das Klima der Sahelzone vor.
Koulikoro ist in die sieben Kreise (cercles) Banamba, Dioïla, Kangaba, Koulikoro, Kolokani, Kati und Nara eingeteilt.